# Списак антиохијских патријарха
Следи списак патријарха Антиохијске патријаршије.
- Симон Петар (37—53)
- Евод Антиохијски (53—69)
- Игњатије Антиохијски (70—107)
- Иродион Антиохијски (107—127)
- Корнелије Антиохијски (127—154)
- Ерос Антиохијски (154—169)
- Теофил Антиохијски (169——182)
- Максим Антиохијски (182—191)
- Серапион Антиохијски (191—211)
- Асклепијад Антиохијски (211—220)
- Филет Антиохијски (220—231)
- Зебин Антиохијски (231—237)
- Вавила Антиохијски (237—250)
- Фабије Антиохијски (253—256)
- Деметрије Антиохијски (256—)
- Павле Самосатски (260—268)
- Домн I Антиохијски (268—273)
- Тимеа Антиохијски (273—282)
- Кирил I Антиохијски (283—303)
- Тиран Антиохијски (304—314)
- Виталије Антиохијски (314—320)
- Филогоније Антиохијски (320—323)
- Евстатије Антиохијски (324—330)
- Паулиније Антиохијски (330—)
- Еулалије Антиохијски (331—332)
- Еуфроније Антиохијски (332—333)
- Флације Антиохијски (333—342)
- Стефан I Антиохијски (342—344)
- Леонтије Антиохијски (344—358)
- Еудок Антиохијски (358—359)
- Анан Антиохијски (359)
- Мелетије Антиохијски (360—361, 362—381)
- Флавијан I Антиохијски (381—404)
- Порфирије Антиохијски (404—412)
- Александар Антиохијски (412—417)
- Теодот Антиохијски (417—428, 420—429)
- Јован I Антиохијски (428—442)
- Домн II Антиохијски (442—449)
- Максим II Антиохијски (449—455)
- Василије Антиохијски (456—458)
- Акакије Антиохијски (458—461)
- Мартирије Антиохијски (461—469)
- Петар тхе Фуллер Антиохијски (469/470—471)
- Јулијан Антиохијски (471—476)
- Петар Антиохијски (476)
- Јован II Антиохијски (476—477)
- Стефан II Антиохијски (477–479)
- Каландион Антиохијски (479—485)
- Петар Антиохијски (485—488)
- Паладије Антиохијски (488—498)
- Флавијан II Антиохијски (498—512),
- Северије Антиохијски (512—518),
- Павле Антиохијски (518—521)
- Еуфрас Антиохијски (521—528)
- Јефрем амидијски (528—546)
- Павле II Антиохијски (518—521)
- Еуфрас Антиохијски (521—526)
- Јефрем Антиохијски (526—546)
- Домн III Антиохијски (546—561)
- Анастасије Синаит  (561—571, 594—599)
- Григорије Антиохијски (571—594)
- Анастасије II Антиохијски (599—610)
- Григорије II Антиохијски (610—620)
- Анастасије III Антиохијски (620—628)
- Македоније Антиохијски (628—640)
- Георгије I Антиохијски (640—656)
- Макарије Антиохијски (656—681)
- Теофан Антиохијски (681—687)
- Сабастијан Антиохијски (687—690)
- Георгије II Антиохијски (690—695)
- Александар Антиохијски (695—702)
- Стефан IV Антиохијски (742—744)
- Теофилакт Антиохијски (744—751)
- Теодорит Антиохијски (751—797)
- Јован IV Антиохијски (797—810)
- Јов Антиохијски (810—826)
- Никола Антиохијски (826—834)
- Симеон Антиохијски (834—840)
- Елиас Антиохијски (840—852)
- Теодосије I Антиохијски (852—860)
- Никола II Антиохијски (860—879)
- Михајло Антиохијски (879—890)
- Захарије Антиохијски (890—902)
- Георгије III Антиохијски (902—917)
- Јов II Антиохијски (917—939)
- Еустратије Антиохијски (939—960)
- Кристофер Антиохијски (960—966)
- Теодорит II Антиохијски (966—977)
- Агапиус Антиохијски (977—995)
- Јован IV Антиохијски (995—1000)
- Никола III Антиохијски (1000—1003)
- Елиас II Антиохијски (1003—1010)
- Георгије Антиохијски (1010—1015)
- Макарије Антиохијски (1015—1023)
- Елеутхерије Антиохијски (1023—1028)
- Петар III Антиохијски (1028—1051)
- Јован VI, (Дионисије) Антиохијски (1051—1062)
- Емилијан Антиохијски (1062—1075)
- Теодосије II Антиохијски (1075—1084)
- Нићифор Антиохијски (1084—1090)
- Јован VII Антиохијски (1090—1155)
- Јован IX Антиохијски (1155—1159)
- Еутимије Антиохијски (1159—1164)
- Макарије II Антиохијски (1164—1166)
- Атанасије I Антиохијски (1166—1180)
- Теодосије III Антиохијски (1180—1182)
- Елиас III Антиохијски (1182—1184)
- Кристофер II Антиохијски (1184—1185)
- Теодорит IV Антиохијски (1185—1199)
- Јоаким Антиохијски (1199—1219)
- Доротеј Антиохијски (1219—1245)
- Симеон II Антиохијски (1245—1268)
- Еутимије Антиохијски (1268—1269)
- Теодосије IV Антиохијски (1269—1276)
- Теодосије V Антиохијски (1276—1285)
- Арсеније Антиохијски (1285—1293)
- Дионисије Антиохијски (1293—1308)
- Марко Антиохијски (1308—1342)
- Игњатије II Антиохијски (1342—1386)
- Пахомије Антиохијски (1386—1393)
- Нил Антиохијски (1393—1401)
- Михајло III Антиохијски (1401—1410)
- Пахомије II Антиохијски (1410—1411)
- Јоаким II Антиохијски (1411—1426)
- Марко III Антиохијски (1426—1436)
- Доротеј II Антиохијски (1436—1454)
- Михајло IV Антиохијски (1454—1476)
- Марко IV Антиохијски (1476)
- Јоаким III Антиохијски (1476—1483)
- Григорије III Антиохијски (1483—1497)
- Доротеј III Антиохијски (1497—1523)
- Михајло V Антиохијски (1523—1541)
- Доротеј IV Антиохијски (1541—1543)
- Јоаким IV Антиохијски (1543—1576)
- Михајло VI Антиохијски (1577—1581)
- Јоаким V Антиохијски (1553—1592)
- Јоаким VI Антиохијски (1593—1604)
- Доротеј V Антиохијски (1604—1611)
- Атанасије II Антиохијски (1611—1619)
- Игњатије III Антиохијски (1619—1631)
- Еутимије III Антиохијски (1635—1636)
- Еутимије IV Антиохијски (1636—1648)
- Михајло III Антиохијски (1648—1672)
- Неофит Антиохијски (1674—1684)
- Атанасије III Антиохијски (1686—1694)
- Кирил III Антиохијски (1694—1720)
- Атанасије III Антиохијски (1720—1724)
- Силвестер Антиохијски (1724—1766)
- Филимон Антиохијски (1766—1767)
- Данијел Антиохијски (1767—1791)
- Еутимије V Антиохијски (1792—1813)
- Серафим Антиохијски (1813—1823)
- Методије Антиохијски (1843—1859)
- Јеротеј Антиохијски (1859—1885)
- Герасим Антиохијски (1885—1891)
- Спиридон Антиохијски (1892—1898)
- Мелетије II Антиохијски (1899—1906)
- Григорије IV Антиохијски (1906—1928)
- Александар III Антиохијски (1928—1958)
- Арсеније II Антиохијски (1930—1931)
- Теодосије VI Антиохијски (1958—1970)
- Илија IV Антиохијски (1970—1979)
- Игњатије IV Антиохијски (1979—2012)
- Јован X Антиохијски (2012–)